# Străina
Străina (titlu original Outlander) este un serial TV britanico-american dramatic bazat pe seria de romane de ficțiune istorică și de călătorie în timp Outlander. Seria de cărți este scrisă de Diana Gabaldon. Serialul TV este dezvoltat de  Ronald D. Moore și produs de Sony Pictures Television și Left Bank Pictures pentru canalul TV Starz. A avut premiera la 9 august 2014. În rolurile principale joacă Caitriona Balfe ca doamna Claire Randall, o asistentă medicală căsătorită din timpul celui de-al doilea război mondial care este transportată înapoi în timp în Scoția anului 1743, unde se întâlnește cu năvalnicul luptător scoțian Jamie Fraser (Sam Heughan) și este implicată în răscoalele iacobinilor.
Al doilea sezon are 13 episoade și este bazat pe Dragonfly in Amber, acesta a avut premiera la 9 aprilie 2016.
La 1 iunie 2016, Starz a reînnoit serialul cu un al treilea și al patrulea sezon, care vor fi bazate pe al treilea și al patrulea roman din seria Outlander: Voyager și Drums of Autumn.

## Subiect
| Sezon | Nr. de Episoade | Lansare             |
| ----- | --------------- | ------------------- |
| 1     | 16              | 9 august 2014       |
| 2     | 13              | Aprile 9, 2016      |
| 3     | 13              | Septembrie 10, 2017 |
| 4     | 13              | Noiembrie 4, 2018   |

### Sezonul 1 (2014-15)
Anul 1946. Claire Randall, fosta soră medicală, se întoarce din razboi și pleaca cu soțul ei, Frank, într-o a doua lună de miere in Iverness, Scoția. O stâncă magică descoperită într-un loc misterios o transformă într-o calatoare în timp, trezindu-se brusc într-o Scoție măcinată de luptă in 1743. Claire este găsită de un grup de rebeli scoțieni din clanul MacKenzie unde de asemenea îl întâlnește pe Jamie Fraser, viitorul ei soț. Clanul o suspectează pe Claire pentru spionaj, și o țin captiva, aceasta fiind împiedicata în a se întoarce înapoi in timpul ei.
Rivalul lui Jaimie este “Black Jack” Randall, strămoșul lui Frank. Acesta îl capturează și torturează pe Jamie însă urmează să fie salvat de către Claire si clanul lui.

## Distribuție

### Roluri principale
- Caitriona Balfe - Claire Beauchamp Randall/Fraser
- Sam Heughan ca James "Jamie" MacKenzie Fraser[5]
- Tobias Menzies ca Frank Randall / Jonathan "Black Jack" Randall
- Duncan Lacroix ca Murtagh Fraser
- Lotte Verbeek ca Geillis Duncan/Gillian Edgars
- Laura Donnelly ca Jenny Fraser Murray
- Steven Cree ca Ian Murray
- Grant O'Rourke ca Rupert MacKenzie
- Gary Lewis - Colum MacKenzie (sezoanele 1–2)
- Graham McTavish ca Dougal MacKenzie (sezoanele 1–2)
- Stephen Walters ca Angus Mhor (sezoanele 1–2)
- Simon Callow ca Clarence Marylebone, Duce de Sandringham (sezoanele 1–2)
- Nell Hudson ca Laoghaire MacKenzie (sezonul 2, recurring sezonul 1)
- Bill Paterson ca Ned Gowan (sezonul 1)
- Douglas Henshall ca Taran MacQuarrie (sezonul 1)
- Dominique Pinon ca Master Raymond (sezonul 2)
- Stanley Weber ca Le Comte St. Germain (sezonul 2)
- Richard Rankin ca Roger Wakefield (sezonul 2)
- Sophie Skelton ca Brianna "Bree" Randall/MacKenzie Fraser (sezonul 2)
- Andrew Gower ca Prince Charles Edward Stuart (sezonul 2)
- Rosie Day ca Mary Hawkins (sezonul 2)
- Clive Russell ca Simon Fraser, Lord Lovat (sezonul 2)
- Frances de la Tour ca Mother Hildegarde (sezonul 2)

### Roluri secundare
- James Fleet ca Rev. Dr. Reginald Wakefield
- Simon Meacock ca Hugh Munro
- Rory Burns ca young Roger Wakefield
- Annette Badland ca Mrs. Glenna Fitzgibbons (sezonul 1)
- Aislín McGuckin ca Letitia MacKenzie (sezonul 1)
- Finn Den Hertog ca Willie (sezonul 1)
- Roderick Gilkison ca Hamish MacKenzie (sezonul 1)
- Tim McInnerny ca Father Bain (sezonul 1)
- Lochlann O'Mearain ca Horrocks (sezonul 1)
- Claire Sermonne ca Louise de Rohan (sezonul 2)
- Robert Cavanah ca Jared Fraser (sezonul 2)
- Margaux Châtelier ca Annalise de Marillac (sezonul 2)
- Lionel Lingelser ca King Louis XV of France (sezonul 2)
- Marc Duret ca Joseph Duverney (sezonul 2)
- Romann Berrux ca Fergus Fraser (sezonul 2)
- Laurence Dobiesz ca Alex Randall (sezonul 2)
- Audrey Brisson ca Sister Angelique (sezonul 2)
- Oscar Kennedy ca tânărul Lord John William Grey (sezonul 2)
- David Berry ca Lord John William Grey (sezonul 3)